# Каллизия душистая
Калли́зия души́стая (лат. Callīsia frāgrans; от греч. Καλός — красивый, Λις — лилия; золотой ус) — травянистый вид рода Каллизия (Callisia) семейства Коммелиновые (Commelinaceae) произрастающий в диком виде во влажных лесах юга Мексики, полуострова Юкатан и Гватемалы. Каллизия душистая выращивается как декоративное растение в домашних условиях, а также хорошо культивируется в условиях теплицы.

## Краткое описание
Каллизия душистая — крупное травянистое растение с двумя типами побегов. Одни прямостоячие, мясистые, от 70—80 сантиметров до 2 метров высоты, с нормально развитыми листьями, напоминающие кукурузные, длиной 20—30 сантиметров, шириной 5—6 сантиметров, другие — горизонтальные с недоразвитыми листьями, длинными трубчатыми, облегающими побег влагалищами, ресничками по краю. От ствола уса отходят горизонтальные коленчатые побеги — усы, заканчивающиеся молодыми розетками. Этими розетками каллизия и размножается. Цветки мелкие и ароматные, в свисающих соцветиях.

## Химический состав
В листьях, побегах и стеблях каллизии душистой обнаружены каротиноиды (0.05-4.10 мг%), ксантофиллы (0.09-3.30 мг%), хлорофиллы (14.7-67.8 мг%), липиды (в сумме 2-3.9%; в том числе нейтральные, гликолипиды и фосфолипиды), аскорбиновая кислота (14.1-25.6 мг%), органические кислоты (0.14-0.19%), жирные кислоты. В соке листьев каллизии душистой присутствуют алоэ-эмодин, умбеллиферон, скополетин, кверцетин, галловая кислота, кофейная кислота, цикориевая кислота, аминокислоты, глюкоза, галактоза, глюкозамин, галактозамин, полисахариды. Из стеблей каллизии душистой были выделены экдистероиды - каллекдистеролы А-С (callecdysterol A-С), 2β,3β,11α,14α-тетрагидрокси-5α-андрост-7(8)-ен-6,17-дион, 2β,3β,14α,17β-тетрагидрокси-5α-андрост-7(8)-ен-6-он, а в траве - флавоноиды, включая изоориентин, изоориентин 7-О-глюкозид, изоориентин 7-О-(6''-ферулоил)-глюкозид, ориентин 7-О-рамнозид.

## Биологическая активность
Сок каллизии душистой в экспериментах на животных оказывал актопротекторное действие (повышает физическую выносливость), активизируя ресинтез АТФ в скелетной и сердечной мышцах, снижая метаболический ацидоз и окислительный стресс, а также выявлены стресс-протективное, иммуномодулирующее, антигипоксическое и антиоксидатное действие.
В ветеринарии настойка и мазь каллизии душистой ускоряли заживление гнойного синовита у телят и гнойно-некротических язв у коров.
Настойка каллизии душистой использовалась при комбинированной терапии предраковых и ранних стадий злокачественных образований желудка у больных пожилого и старческого возраста, что приводило к положительному клинико-морфологическому эффекту.